# Умм Кульсум
Умм Кульсум (араб. أم كلثوم, справжнє ім'я араб. فاطمة إبراهيم البلتاجي, Фатіма Ібрагім Елбельтаґі; 4 травня 1904 — 3 лютого 1975) — єгипетська співачка, автор пісень і кіноактриса, яка працювала з 1920-х до 1970-х років. Співала контральтом. Їй було присвоєно почесний титул Kawkab el-Sharq («Зірка Сходу»).
Надзвичайно популярна в усьому арабському світі, Кульсум є національною іконою у своєму рідному Єгипті; її охрестили «Голосом Єгипту» та «Четвертою пірамідою Єгипту».
У 2023 році журнал «Rolling Stone» помістив Кульсум на 61 місце у списку «200 найвидатніших співаків усіх часів».
Її похорон у 1975 році зібрав натовп у понад 4 мільйони людей, що стало найбільшим людським зібранням в історії Єгипту і навіть перевершило похорон президента Насера.

## Біографія

### Раннє життя
Умм Кульсум народилася в селищі Тамай Ес-Захайра в марказі Сенбеллавейн, губернаторство Дакалія в релігійній родині. Її батько, Ібрагім Ель-Сайїд Ель-Бельтагі, був сільським імамом, а мати, Фатма Ель-Малігі, — домогосподаркою. Її дата народження точно не відома, оскільки реєстрація народжень не практикувалася в усьому Арабському світі. У Міністерстві інформації Єгипту вважається, що датою її народження може бути або 31 грудня 1898 року або 31 грудня 1904 року. Ймовірно, що вона народилася в проміжку між цими двома датами. Росла разом з братом і сестрою. Вона навчилася співати, слухаючи, як батько навчав її старшого брата Халіда. З юних років вона виявила винятковий співочий талант. Завдяки батькові Умм Кульсум навчилася декламувати Коран і, за чутками, завчила всю книгу напам'ять.
Її дід також був відомим читачем Корану, і вона пам'ятала, як селяни слухали його, коли він читав Коран. Коли їй було 12 років, батько, помітивши її здібності до співу, взяв її до сімейного ансамблю. Згодом Кульсум стала виступати як другий голос, спочатку просто повторюючи те, що співали інші. На сцені вона одягала хлоп'ячий плащ і бедуїнський головний убір, щоб зменшити занепокоєння батька з приводу її репутації та публічних виступів. У 16 років її помітив Мохамед Або Аль-Ела, знаменитий співак, який авчив її старого класичного арабського репертуару. Через кілька років вона познайомилася з відомим композитором і удистом Закарією Ахмадом, який відвіз її до Каїра. Хоча на початку 1920-х років вона кілька разів приїжджала в Каїр, вона чекала до 1923 року, перш ніж переїхати туди на постійне місце проживання. Кульсум неодноразово й охоче приймали в будинку Аміна Беха аль-Махді, який навчив її грати на уді, різновиді лютні. У неї склалися близькі стосунки з Раухейєю аль-Махді, донькою Аміна, і вона стала її найближчою подругою. Умм Култум навіть була присутня на весіллі дочки Раухейї, хоча зазвичай вважала за краще не з'являтися на публіці (поза сценою).
У перші роки своєї кар'єри вона зіткнулася з сильною конкуренцією з боку двох видатних співачок: Муніри Ель Махдея та Фатеї Ахмеда, які мали голоси, схожі на її голос. Подруга Ель Махдеї, яка працювала редактором в «Аль-Масра», кілька разів припускала, що Умм Кульсум вийшла заміж за одного з гостей, які часто відвідували її будинок; це настільки вплинуло на її консервативного батька, що він вирішив, що вся сім'я повинна повернутися до свого села. Він змінив свою думку лише після того, як його переконали аргументи Аміна Аль Махді.Після цього інциденту Умм Кульсум зробила публічну заяву щодо відвідувань у своєму домі, в якій оголосила, що більше не прийматиме відвідувачів. У 1923 році вона уклала контракт з компанією Odeon Records, яка до 1926 року платила їй більше, ніж будь-якому іншому єгипетському музичному виконавцю за запис.

### Професійна кар'єра

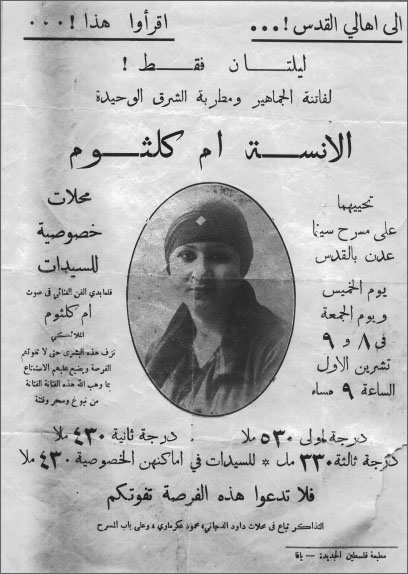
Афіша Умм Кульсум, Єрусалим, 1930 рік

Амін Ель Махді запросив її до культурних кіл Каїра. 1924 року її познайомили з поетом Ахмедом Рамі, який згодом напише для неї 137 пісень, а також познайомить її з французькою літературою та стане її головним наставником з арабської літератури та літературного аналізу.
У 1926 році вона пішла з Odeon Records на студію His Master's Voice, яка платила їй приблизно вдвічі більше за кожну платівку і навіть додатково 10 000 доларів. Вона також ретельно стежила за своїм публічним іміджем, що, безсумнівно, додавало їй привабливості. Крім того, її познайомили з відомим віртуозом уду та композитором Мохамедом Ель Касабгі, який ввів її в Арабський театральний палац, де вона зазнала свого першого справжнього публічного успіху. Іншими музикантами, які вплинули на її виступи на той час, були Даувод Хосні та Аль-Іла Мухамма. Аль-Іла Мухаммад навчив її голосовому управлінню та варіантам арабської Muwashshah.
До 1930 року вона була настільки відома публіці, що стала прикладом для наслідування для кількох молодих співачок. У 1932 році вона вирушила у велике турне по Близькому Сходу та Північній Африці, виступаючи у визначних арабських столицях, таких як Дамаск, Багдад, Бейрут, Рабат, Туніс і, нарешті, Триполі.
У 1934 році Умм Кульсум заспівала для першої передачі державної радіостанції Radio Cairo. З того часу вона виступала з концертами в перший четвер кожного місяця впродовж сорока років. Її вплив продовжував зростати та виходив за межі мистецької сцени: правляча королівська родина вимагала приватних концертів і навіть відвідувала її публічні виступи.
У 1944 році король Єгипту Фарук I нагородив її Вищим орденом (нішан ель-камаль), який присуджується виключно жінкам королівської крові та політикам. Попри це визнання, королівська сім'я жорстко заперечувала її можливий шлюб із дядьком короля, і ця відмова глибоко поранила її гордість. Це спонукало її віддалитися від королівської сім'ї та взятися за громадські справи, прикладом чого може слугувати її згода на прохання єгипетського легіону, який потрапив у пастку в Фалуджинській кишені арабо-ізраїльської війни 1948 року і попросив її заспівати певну пісню. Серед військових, які потрапили в пастку, були й ті, хто очолив єгипетську революцію 1952 року, зокрема Гамаль Абдель Насер.
Після революції Спілка єгипетських музикантів, членом (а згодом і президентом) якої вона стала, відкинула її через те, що вона співала для скинутого на той час короля Єгипту Фарука. Коли Насер дізнався, що її пісні заборонені до трансляції по радіо, він, за чутками, сказав щось на кшталт: «Вони що, божевільні? Ви хочете, щоб Єгипет ополчився проти нас?"  Пізніше Насер планував свої виступи так, щоб вони не заважали радіовиступам Умм Кульсум.

### Золотий вік
Музичні напрямки Умм Кульсум у 1940-х і на початку 1950-х років та її зрілий виконавський стиль призвели до того, що цей період став відомим як «золотий вік» співачки. Йдучи в ногу з мінливими народними смаками та власними мистецькими нахилами, на початку 1940-х років вона замовила у композитора Закарії Ахмада та поета Махмуда Байрама ель-Тунсі, пісні у стилі, який вважався споконвічно єгипетським. Це був різкий відхід від модерністських романтичних пісень 1930-х років, головним виконавцем яких був Мохаммадом Ель-Касабгі. Умм Култум утримувалася від виконання музики Касабгі з початку 1940-х років. Їхньою останньою спільною естрадною піснею 1941 року стала «Raq el Habib» («Серце закоханого пом'якшується»), одна з найпопулярніших, найскладніших і найякісніших її пісень.
Причина розставання незрозуміла. Припускають, що це було частково пов'язано з провалом у прокаті фільму «Аїда», в якому Умм Кульсум співає здебільшого композиції Касабгі. Касабгі експериментував з арабською музикою під впливом класичної європейської музики та багато писав для Асмахан, співачки, яка іммігрувала до Єгипту з Сирії. Вона була єдиною серйозною конкуренткою Умм Култум до її загибелі в автокатастрофі у 1944 році.

### Піздня творчість
Близько 1965 року Умм Кульсум почала співпрацювати з композитором Мохаммедом Абд-аль-Вахабом. Її першою піснею, написаною Абдель Вахабом, була «Enta Omri» («Ти моє життя»), яка згодом стала однією з її культових пісень. У 1969 році за нею послідувала інша, «Asbaha al-Ana 'indi Bunduqiyyah» («Тепер у мене є гвинтівка»). Її пісні набули більш душевного звучання у 1967 році після поразки Єгипту в Шестиденній війні. Hadeeth el Rouh ["проповідь душі"], що є перекладом «Шикви» поета Мохаммеда Ікбала, задала дуже задушевний тон. Кажуть, що генерали в залі не стримували сліз. Після утворення Об'єднаних Арабських Еміратів (ОАЕ) у 1971 роцівона дала кілька концертів на запрошення їхнього першого президента Заїда бін Султана Аль Нахайяна, щоб відсвяткувати цю подію. Умм Кульсум також співала для композиторів Мохаммада Ель Мугі, Саїда Мекаві та Баліга Хамді.

### Смерть і похорон

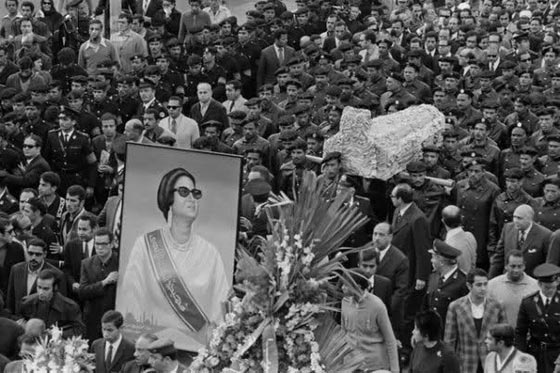
Похоронна процесія за Умм Кульсум у Каїрі

Умм Кульсум померла 3 лютого 1975 року у віці 75 років від ниркової недостатності. Її похоронна процесія відбулася в мечеті Омара Макрама і стала загальнонаціональною подією: близько 4 мільйонів єгиптян вишикувалися вздовж вулиць, щоб побачити, як проїжджає її кортеж. Її похорон зібрав більшу аудиторію, ніж похорон президента Єгипту Гамаля Абделя Насера. У районі, де проходила похоронна процесія, рух було перекрито за дві години до початку процесії. Скорботні також виривали труну з плечей її носіїв, змушували процесію змінити напрямок і принесли її труну до знаменитої мечеті Аль-Азхар . Вона була похована в Мавзолеї поруч з Мавзолеєм Імама аш-Шафії в Місті Мертвих у Каїрі. Її смерть стала великою трагедією для країни, а також привернула увагу міжнародних ЗМІ, оскільки новину про її смерть повідомили американський журнал Times і німецький журнал Süddeutsche Zeitung.

## Вплив Умм Кульсум на мистецтво

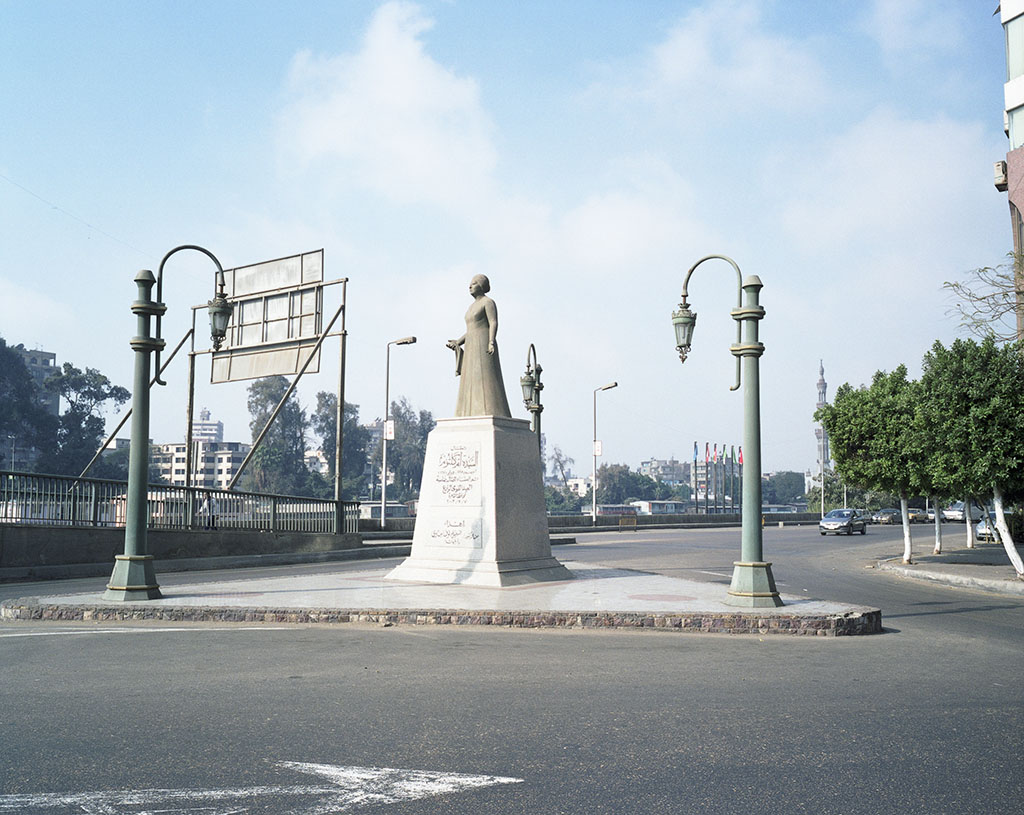
Монумент Умм Кульсум у Замалек, Каїр. Знаходиться біля будинку співачки.

Умм Кульсум мала істотний вплив на музикантів, як в арабському світі та за його межами. Серед іншого, Jah Wobble стверджує, що вона зчинила істотний вплив на його творчість. Боб Ділан процитував, що «Вона чудова. Вона насправді. Насправді чудово». Марія Каллас, Жан-Поль Сартр, Марі Лафоре, Сальвадор Далі, Ніко, Боно і Led Zeppelin — відомі прихильники таланту Кульсум.

## Голос
Умм Кульсум мала голосовий діапазон контральто. Відомою її здатністю було співати настільки низько, аж до другої октави, а також уміння брати високі ноти, між сьомою та восьмою октавою. Її здатність виробляти близько 14 000 коливань у секунду голосовими зв'язками, безпрецедентна вокальна сила, неперевершена унікальність голосу зробили її однією з найбільш незрівнянних співачок у світі.

## Вшанування
В ізраїльському місті Хайфа працює веганський ресторан імені співачки.
У Каїрі поруч із Нілометром розташований музей Умм Кульсум. Там є архів записів і різні експонати, пов'язані зі співачкою. У Каїрі також встановлено пам'ятник співачці.
У 1982 в Єгипті для композиторів і виконавців арабських пісень заснована Премія імені Умм Кульсум.
Навіть через 40 років після її смерті, о 22:00 першого четверга кожного місяця єгипетські радіостанції транслювали лише її музику в пам'ять про неї.
На аукціоні в Дубаї 29 квітня 2008 улюблена прикраса співачки — дев'ятирядне намисто, складене з 1888 перлин, подароване співачці шейхом Заїдом ібн Султаном Ал Нах'яном, було продано за один мільйон 380 тисяч доларів США. (виставлено в Луврі в Абу-Дабі) Косинка і сценічні окуляри співачки були продані за 5,5 мільйона доларів.
У січні 2019 року на фестивалі «Зима на Танторі» в Аль-Улі вперше відбувся живий концерт, під час якого вона «з'явилася як голограма під акомпанемент оркестру, вбрана у струмливі сукні на повний зріст, як і під час свого дебюту в 1920-х роках». Концерти-голограми за її участі організували також міністр культури Єгипту Інас Абде-Даєм у Каїрі та Дубайській опері.

## Дискографія
- Aghadan alqak («Shall I see you tomorrow?») maqam ajam (1971)
- Ana Fi Entezarak (« I am waiting for you») (1943)
- Alf Leila wa Leila («One Thousand and One Nights»)…..maqam nahawand (1969)
- Arouh li Meen or Arook Lemeen («Whom Should I Go To»)…….maqam rast (1958)
- Al Atlal («The Ruins»)……maqam huzam (1966)
- Amal Hayati"; Sono («Hope of My Life») (1965)
- Ansak Ya Salam («Forget you? Come on!») (1961)maqam rast
- Aqbal al-layl («Night has arrived») (1969)
- Araka asiya al-dam («I see you refusing to cry») (1964)
- 'Awwidt 'ayni («I accustomed my eyes») (1957) maqam kurd
- Baeed Anak («Away From You»)…….maqam bayyati (1965)
- Betfaker fi Meen («Who Are You Thinking Of?»)…..maqam bayati (1963)
- Dalili Ehtar («I am lost») (1955) maqam kurd
- Dhikrayatun (Qessat Hobbi or the story of my love) («memories»)(1955)
- El Hobb Kolloh («All The Love»)…….maqam rast (1971)
- Ental Hobb («You Are The Love»)…….maqam nahwand (1965)
- Enta Omri — Sono («You Are the love of my life»)…….. maqam kurd (1964)
- Es'al Rouhak («Ask yourself»)maqam hugaz kar (1970)
- Fakarouni («They reminded me»)…….maqam rast (1966)
- Fit al-ma' ad («It Is Too Late» or «the rendezvous is over») Sono Cairo…….maqam sikah (1967)
- Gharib' Ala Bab erraja («Stranger at the door of hope») (1955)
- Ghulubt asalih («Tired of forgiving») (1946)
- Hadeeth el Rouh («The Talk of The Soul»)……maqam kurd (1967)
- Hagartek or Hajartak («I left You») EMI (1959)
- Hasibak lil-zaman («I will leave you to Time») (1962)
- Hathehe Laylati («This is My Night»)……maqam bayyati (1968)
- Hayart Albi Ma'ak («You Confused My Heart»)……maqam nahwand (1961)
- Hakam 'alayna al-haw'a («Love has ordered me») (1973)
- Hobb Eih («Which Love»)…..maqam bayyati (1960)
- Howwa Sahih El-Hawa Ghallab («Is love really stronger?») (1960)maqam saba
- Kull al-ahabbah («All the friends») (1941)
- La Diva — CD, EMI Arabia, 1998
- La Diva II — CD, EMI Arabia, 1998
- La Diva III — CD, EMI Arabia, 1998
- La Diva IV — CD, EMI Arabia, 1998
- La Diva V — CD, EMI Arabia, 1998
- Leilet Hobb («a Night of Love») (1973)maqam nahawand
- Lel Sabr Hedod («Patience Has Limits»)……maqam sikah (1964)
- Lessa Faker («You Still Remember»)…….maqam ajam (1960)
- Men Agl Aynayk («For your eyes») (1972)
- Othkorene («Remember Me») (1939)
- Raq il Habeeb («My Beloved Tendered Back») (1941)
- Retrospective — Artists Arabes Associes
- Rihab al-huda (al-Thulathiyah al-Muqaddisah) («the paths to repentance or the holly trinity»)(1972)
- Rubaiyat Al-Khayyam («Quatrains of Omar Khayyám»)…….maqam rast (1950)
- Sirat el Houb («Tale of Love»)…….maqam sikah (1964)
- Toof we Shoof («Wander and wonder») (1963)
- The Classics — CD, EMI Arabia, 2001
- Wi-darit il-ayyam («And Time Passed By»)…….maqam nahwand (1970)
- Ya Karawan («O Plover») (1926)
- Yali Kan Yashqiq Anini («You who enjoyed my cries») (1949)
- Ya Msaharny («You that keeps me awake at night») (1972) maqam rast
- Ya Zalemny («You who were unjust to me») (1954)maqam kurd
- Zalamna El Hob («We Have Sinned Against Love») (1962)